# São José do Hortêncio
São José do Hortêncio es un municipio brasileño del estado de Rio Grande do Sul.

## Ubicación
Se encuentra ubicado a una latitud de 29º31'50" Sur y una longitud de 51º14'53" Oeste, estando a una altitud de 100 metros sobre el nivel del mar. Su población estimada para el año 2019 era de 4.804 habitantes.

## Superficie
Ocupa una superficie de 63,693 km².
- Datos: Q179219
- Multimedia: São José do Hortêncio / Q179219